# Bladenboro
Bladenboro är en kommun (town) i Bladen County i North Carolina. Vid 2010 års folkräkning hade Bladenboro 1 750 invånare.